# Фельтен (кантон)
Фельтен (фр. Felletin) — кантон во Франции, находится в регионе Лимузен. Департамент кантона — Крёз. Входит в состав округа Обюссон. Население кантона на 2006 год составляло 4315 человек.
Код INSEE кантона 2316. Всего в кантон Фельтен входят 9 коммун, из них главной коммуной является Фельтен.

## Коммуны кантона
- Кроз — население 190 чел.
- Фельтен (Крёз) — население 1912 чел.
- Мутье-Розей — население 440 чел.
- Пуссанж — население 145 чел.
- Сент-Фейр-ла-Монтань — население 104 чел.
- Сен-Фрион — население 189 чел.
- Сен-Кантен-ла-Шабан — население 354 чел.
- Сент-Ирье-ла-Монтань — население 229 чел.
- Вальер — население 752 чел.